# 魔界都市〈新宿〉
『魔界都市〈新宿〉』（まかいとし しんじゅく）は、菊地秀行のデビュー作となった小説、またその後の菊地の作品群に登場する架空都市のこと。実在の新宿と区別するために「〈 〉（カッコ）付きの“新宿”」と呼称される。
本項では、同名の小説と都市の両方について記載する。

## 概要
魔震（）と呼ばれる怪現象を伴う大地震は、東京都新宿区だけを一夜で崩壊させた。それ以来、亀裂によって外界と隔絶された〈新宿〉は、エスパーやサイボーグが集まり、怪異と暴力のはびこる犯罪都市となった。
初出であり同名の小説では、世界の平和の命運を握る地球連邦首席の暗殺を防ぐため、魔道士レヴィ・ラーを倒すべく魔界都市〈新宿〉に赴いた念法（）の使い手、十六夜京也（）の活躍を描いた。
菊地の後発作品の〈新宿〉や「魔界医師」ドクター・メフィストなどは、本作が初出となっているが、この時点では〈新宿〉の全貌は固定されておらず、キャラクター描写などに後の作品と矛盾する点が散見される。特に作中に2030年と記述のある年代設定および魔震の発生年（同作中では199X年もしくは1999年）はこの他の魔界都市ものの作品との関係に大きなくいちがいを発生させるため、後に菊地自身がこの作品の〈新宿〉は他の作品のそれとは別のものと考えて欲しいと述べている。
〈新宿〉以外の場所を舞台とした菊地の作品のキャラクターが登場するクロスオーバーの舞台ともなっており、その作品群に占める登場率の高さから、菊地は盟友である夢枕獏に「魔界都市のセンセー」とからかわれている。

## あらすじ
200X年、新宿は、わずか3秒で崩壊した。それから数十年後の2030年、偉大な政治指導者であり同時に聖人として知られる地球連邦首席・羅摩（らま）こずみを魔道士レヴィー・ラーが呪殺しようとしていた。人類を平和と繁栄に導ける首席は、なくてはならない存在だが、政治的混乱以上にレヴィー・ラーの目的が首席を生贄に地球を魔界と化すことにあると霊能者のライ老師は、見抜いた。
かつてライ老師に師事した二人の弟子、それがレヴィー・ラーと十六夜弦一郎だった。レヴィー・ラーは、地球を第2の魔界にするという妄執に囚われており、〈新宿〉を魔界都市に変えた〈魔震〉もその計画の一部だった。レヴィー・ラーが〈新宿〉に潜んでいることは分かっていたがライ老師だが、呪いから首席を守るため、離れることができない。首席の呪いは、残り3日で首席の命を奪ってしまう。そこでもう一人の弟子であり、正義感の強かった十六夜弦一郎の遺児・京也に希望を託すことに決める。
京也は、品行方正といえないまでも父・弦一郎によって霊力を込めた木刀「阿修羅」を譲られ、強力な念法を操る霊能者に成長していた。当初、京也は、「父は自分の修業を中断した。期待にそえると思えない」「命を懸ける理由がない」と話してライ老師の依頼を断る。しかし次第に父が京也に自分の意思で世界を救うことを望んでいたと信じて〈新宿〉に向かう。
一方、父・羅摩こずみの危機に平静さをなくした娘のさやかは、指輪型レーザー銃だけを武器に〈新宿〉に一人乗り込んだ。〈新宿〉で合流した京也とさやかは、協力してレヴィー・ラーを探す。さやかは、父親譲りの聖人ぶりで月コロニー育ちも手伝って地球の悪意に満ちた常識を知らない。しかし行く先々で持ち前のカリスマ性を発揮して京也や〈新宿〉の犯罪者たちをも驚かせる。
〈新宿〉の犯罪者や亡霊、アンドロイド、レヴィー・ラーの下僕たちを切り抜け、二人は、元凶のレヴィー・ラーに挑む。力の差に苦戦する京也だったがNYにいるライ老師が最期の気力を振り絞って命と引き換えに京也を助ける。

## 登場人物
十六夜 京也（いざよい きょうや）
本作の主人公。十六夜念法を使う少年。
羅摩 さやか（らま さやか）
地球連邦政府首席こずみの一人娘。
ドクター・メフィスト
魔界医師の異名で呼ばれる医師。
アグニ・ライ
レヴィー・ラー、十六夜弦一郎、羅摩こずみの師。当世最大の霊能者。
レヴィー・ラー
地球を魔界にしようと企む。
土鬼、水鬼、火鬼
魔界からレヴィー・ラーが呼び出した下僕。
山科局長
地球連邦政府日本支部局長。

## 既刊、他媒体

### 小説
ソノラマ文庫での初期の挿画は佐藤道明、OVA化以降の版は恩田尚之が担当。魔界都市〈新宿〉【完全版】からは末弥純が担当。
- 『魔界都市〈新宿〉』ソノラマ文庫（朝日ソノラマ）、1982年、ISBN 4-257-76216-0
- 『魔宮バビロン』ソノラマ文庫（朝日ソノラマ）、1988年、 ISBN 4-257-76423-6
- 『魔界都市〈新宿〉【完全版】』ソノラマノベルズ（朝日ソノラマ）、2005年 ISBN 4-257-01068-1（『魔界都市〈新宿〉』と『魔宮バビロン』の合本）
- 『魔界都市〈新宿〉【完全版】』ソノラマノベルズ（朝日新聞出版）、2007年 ISBN 978-4-02-273800-4
- 『騙し屋ジョニー』ソノラマノベルズ（朝日新聞出版）、2008年 ISBN 978-4-02-273823-3
- 『牙一族の狩人』ソノラマノベルズ（朝日新聞出版）、2010年 ISBN 978-4-02-273944-5
- 『地底都市〈新宿〉』朝日ノベルズ（朝日新聞出版）、2011年 ISBN 978-4-02-273964-3
- 『狂戦士伝説』朝日ノベルズ（朝日新聞出版）、2013年 ISBN 978-4-02-276009-8
- 『屍剣士団』朝日ノベルズ（朝日新聞出版）、2017年 ISBN 978-4-02-276019-7

### コミック
秋田書店より出版。コミック作画はすべて細馬信一が担当。
『魔界都市ハンター』は十六夜京也が主人公であるが、舞台は199X年であり、ヒロインのさやかの設定も大きく異なる。
- 『魔界都市ハンター』（1985年 - 1989年）
- 『魔界都市ハンター異伝 魔聖杯』（1992年）
- 『魔宮バビロン』（2000年）
- 『魔界都市〈新宿〉』（2001年）

## OVA
1988年にOVA化された。収録時間は約80分。原作と内容が若干異なる。
第5回日本アニメ大賞においてオリジナルビデオソフト最優秀作品賞を受賞したものの、このアニメ版に対する菊地の評価は極めて低く、これと『吸血鬼ハンター"D"』のアニメ化がトラウマとなり、その後の『魔界都市ブルース』シリーズに対して複数持ち込まれたアニメ化企画をすべて却下したと語っている。

### キャスト
- 十六夜 京也：堀秀行[4]
- ラマ・さやか：鶴ひろみ[4]
- チビ：頓宮恭子[4]
- レヴィ・ラー：小林清志[4]
- ライ老師：永井一郎[4]
- ラマ・こずみ主席：阪脩[4]
- 十六夜 弦一郎：銀河万丈[4]
- メフィスト：屋良有作[4]
- 情報屋婆：青野武[4]
- 男：戸谷公次
- イン：向殿あさみ[4]
- 水鬼：龍田直樹[4]
- 土鬼：掛川裕彦[4]
- ＴＶアナ：田中和実
- 女店員：安藤ありさ
- 少女：萩森順子

協力：青二プロ

### スタッフ
- 監督・キャラクターデザイン：川尻善昭
- 製作：升水惟雄
- 企画：久里耕介
- 原作：菊地秀行（朝日ソノラマ刊）[4]
- 脚本：岡村香織[4]
- 作画監督：恩田尚之[4]
- 美術監督：池田祐二[4]
- 撮影監督：石川欣一[4]
- 編集：尾形治敏
- 音楽：篠田元一[4]
- 音響監督：三間雅文
- 音響効果：福島音響
- 助監督：江幡宏之、浅香守生
- アニメーション制作：マッドハウス[4]
- 製作・企画・発売・販売元 ：ジャパンホームビデオ株式会社

### リリース
- 魔界都市〈新宿〉スペシャル・エディション （DVD:GNBA-3026、2007年3月21日、ジェネオンエンタテインメント）

## 漫画
小説『魔界都市〈新宿〉』を原作とした漫画作品。作画担当は細馬信一。『月刊サスペリアミステリー』（秋田書店）にて、2001年11月号から2002年9月号まで連載された。単行本は少年チャンピオン・コミックスより刊行。全2巻。
原作との違いは以下の通り。
- 『魔界都市ハンター』に登場した「地下鉄サム」が京也の相棒として最後まで同行する。
- 京也とサムがサイボーグに襲われる場所がゲームセンター。
- 京也がバーで出会う人々の名前が変更されている。
- レヴィ・ラーの手下が岩魔・シャグ・ミカエラの3体に変更されている。またミカエラは他者に乗り移る性質を持つ。
- 原作における死後、さやかに敵の本拠地を教えるチンピラの役割はミカエラに乗り移られていた少年が担当する。
- 「危険地帯」に向かう前のタクシーの運転手とのやりとり、「危険地帯」入り口での亡霊ライダーとの死闘、歌舞伎町でのアンドロイド柳生十兵衛との戦いなどは尺の都合上カットされている。

1. 2002年6月27日発売 ISBN 4-253-20065-6
2. 2002年9月26日発売 ISBN 4-253-20066-4

## 「魔震」と魔界都市〈新宿〉
上記の作者の発言に基き、『魔界都市〈新宿〉』および『魔宮バビロン』を除く作品群の設定からの記載となる。
魔震（）
198X年9月13日（金曜日）午前3時に発生した、マグニチュード8.5以上、震源地は新宿駅地下5,000メートル付近と推定される都市部直下型大地震の異名。隣接する各区にはまったく影響を与えずに新宿区のみを襲い、区の境界線上に発生した最大幅200メートルにおよぶ亀裂によって新宿を他の区から隔絶させた。亀裂の底からは妖気が絶え間なく噴出し始めて「妖気圏」とも呼ぶべき物を形成し、これに包まれた新宿は電波による通信や衛星による観測も不可能な状態に陥った。
地震の振動そのものの持続時間はわずか3秒と極端に短かったが、耐震型のビルを含む多数の建造物をその一瞬で倒壊させ、合計45,000人という膨大な死者を発生させた。通常であれば付随する火災でより多く発生するはずの死者の内、実に8割が建造物の倒壊によるものであるなど、これらの被害は通常の物理現象に反して発生したものがあまりにも多く、魔震を通常の地震と大きく区別するものとなっている。
この際に倒壊した建造物の中に四谷の民間遺伝子工学研究所が含まれていたことから、コンピュータの暴走による遺伝子の過剰操作によって生み出された「双頭犬」等の怪生物が多数流出し、その後も〈新宿〉の妖気によって独自の進化を遂げ、区民たちへの大きな脅威のひとつになっている。
発生後すぐに開始された復興計画はそのほとんどが怪奇現象によって妨げられ、逆に膨大な数の死傷者を追加する結果となって、半年後には公式に断念されることとなった。魔界都市の呼び名はこのときをもって誕生したとされる。その後の数年で〈新宿〉には魔震の犠牲者数とほぼ同数の犯罪者、魔道士、超常能力者等が流入したとされ、その中には〈魔界都市〉の生み出す妖気に誘われたとしか思えない人物も数多い。
現在に至るも発生の原因は謎となっており、邪悪な魔道士が召喚しようとした地底の忌まわしい存在の力と、魔道士自身の妖力の融合が失敗したことによって発生したとする説（『魔界都市〈新宿〉』内の記述から）、人間の進化を促すために発生したとする説（『魔王伝』）等もあったが、近作における描写では魔震そのものが意思を持つ存在であり、必ずしも魔界都市と同一のものではないことが明らかになる（『魔界医師メフィスト 暗夜蝶』）など、未だそのほとんどは謎に包まれたままになっている。これにより、区の内外には官民問わず数多くの研究家が存在し、現在も学究の徒の研究対象となっている。
魔界都市〈新宿〉の概要
上記の経緯で都市の復興を断念され、日本から事実上見捨てられたというその成立の経緯から〈区民〉の〈区外〉に対する敵意や警戒の念は強く、人口の多くを占める犯罪者たちの意向も相まって、東京都や日本政府等の外部の干渉を許さない半ば独立行政区的な存在となっている。また、区の収入は通常の経済活動の他に観光と〈魔界都市〉の各種特産物による貿易で成り立っており、その規模は他の東京22区と比べて数十倍にすら上るという。よって〈魔界都市〉の長たる新宿〈区長〉には〈区〉の運営手腕はもちろんのこと、外部との折衝において退くことのない強いリーダーシップが求められる。現在の〈区長〉は3代目であり、高い支持率を誇る梶原義丈が務めている。
近作の描写における現在の人口は約30万人。初期の作品では人口の2人に1人が犯罪者であるとする統計もある。〈区民〉の多くは何らかの形で新宿の妖気の影響を受けており、区外の一般人と比較して肉体的、精神的に優れているとされるが、これを環境に適応しようとする人間の進化であると捉える者もいる。ただし環境の余りの過酷さ故、その死亡率は一般市民でも極めて高い数字となっている。
地勢的には現実の新宿区が地図上のそのままの形で「亀裂」によって隣接する各区から切り離される形となっており、四谷、早稲田、西新宿の3箇所に設けられた吊り橋と、それに付随する検問施設であるゲートによってのみ外部との往来が可能となっている。それ以外の場所で亀裂を越えようとする者も後を絶たないが、亀裂の底から噴出する妖気と、それに付随する各種の怪生物群によりそのほとんどが阻まれている。
これらのゲートからの危険な物品や人間の流出は〈区〉当局の厳重な警戒によって管理されているが、〈区民〉たちにとっても「〈区外〉は『苦界』である」との認識が強いらしく、「笑いながらゲートから区外へ出て行ったものはいない」というのが〈新宿〉の伝説のひとつとなっている。一方で〈新宿〉を訪れる者に対しては寛容であるものの、ゲートに「汝　この門をくぐる者　一切の望みを捨てよ」と記載すべきであるとする〈区民〉が多い。
魔震後に〈新宿〉区内に流入した者たちの中には通常の犯罪者の他にもサイボーグ、霊能力者、科学者等の特異な能力を持ったものも多いが、特に異質なものとしては戸山町住宅に集団で移住してきた吸血鬼たちが挙げられる。初期には一般の〈区民〉との間に不和があったものの、「どのような存在であっても、ここでの生活を望むのであればその権利がある」という多数の一般〈区民〉からの陳情の成果もあって、現在では一般人の吸血禁止の協定を結び、血液銀行からの正当な血液の提供と引き換えに、吸血鬼側からもその遺伝子を含む血液の研究機関への提供が行われ、戸山の住人も進んで正統な職種（夜間専門の警備員など。危険極まる魔界都市〈新宿〉の夜において、必要不可欠な仕事である）に就いて〈新宿〉社会に貢献するなど、立派な〈区民〉の一員として順応している。
また、高田馬場には魔震後に世界各地から集まってきた魔術士や妖術師たちの一種のコミュニティとして「魔法街」が形成され、日夜怪しげな呪文と硫黄の煙が漂う暗黒街となり、〈新宿〉を倫敦やプラハなどのかつての魔道都市と並ぶ存在に押し上げる一因となっている。
しかしその一方ではこれら非科学的な分野での隆盛に対抗するかのように、現実的かつ散文的な分野の人材も〈新宿〉には数多く居住している。治外法権的な性質が極めて強い〈魔界都市〉での諜報活動や開発中のテクノロジーの実戦テストを目論む各国軍事機関や軍事産業の軍人やエージェント等が〈新宿〉で暗躍しており、彼らによって持ち込まれた最先端の科学技術が、〈新宿〉の妖気の影響を受けて特異な才能を得た在野の科学者達によってさらなる進化を遂げたため、〈魔界都市〉の科学技術水準は区外とは比較にならない段階にまで到達している。さらにこれらの技術を民間レベル（露店で売買されている）で売買する闇業者の存在にも事欠かないため、上は暴力組織から下は一般的な区民までも手軽に大量殺戮兵器が入手可能な状態であり、これらを取り締まる側の公的機関である〈新宿警察〉技術部署の対抗手段の開発の速度も尋常ではなく、文字通り各勢力がしのぎを削る技術開発競争が続いている。

### 魔界都市〈新宿〉の地域
魔震によって変貌したのは〈区民〉を含む生物のみではなく、〈新宿〉の土地そのものも物理的・超常的な影響を受けて大きく様変わりしている。場所によっては土地そのものが呪われ、足を踏み入れることすら危険な場所も存在するため、〈新宿区役所〉発行の〈区外〉からの観光客向けのガイドブックでは〈区内〉の各地域をランク付けし、〈危険地帯〉と指定された場所への一般人の足の踏み入れを制限している。ただし〈安全地帯〉と認定された場所でも傷害や殺人は日常茶飯事であり、あくまでも〈区民〉にとってはある程度安全といったレベルの、比較論としてのランク付けである。〈危険地帯〉に入ることは〈区民〉にとっても生命の危険を意味し、さらにその上の〈最高危険地帯〉に立ち入ることは魂や人間としての存在の危機を招くと言われ、ごく限られた人間以外が立ち入って無事に脱出することは不可能であるとされる。
また、魔震によって〈区外〉と亀裂で切り離されたことにより、地上・地下を問わずすべての鉄道路線はその運行を休止しており、その再開発も断念された状態である。地上の駅舎跡はランドマークとして各所に残るが、地下のトンネルは魔震後に発見された、あるいは「発生した」地下洞窟（一部は亀裂と結ばれている）などにつながっており、妖物や妖人がはびこる魔窟と化している。
西新宿周辺
「西新宿ゲート」から入ってくる観光客向けの観光スポットも多いが、〈最高危険地帯〉のひとつである新宿中央公園を擁しており、その妖気の影響は時として青梅街道付近にまでおよぶ。その他の主な施設としては〈新宿警察署〉、「秋せんべい店（兼「秋DSMセンター」）」、「神の美術館」など。
歌舞伎町周辺
魔震の後も歓楽街としての性質は変わらないが、そのため〈区内〉の暴力団同士の抗争の舞台となることも多く、また〈最高危険地帯〉指定された場所こそ無いが、それに匹敵する〈重要危険地区〉として知られる〈新宿御苑〉や〈歌舞伎町流砂〉、〈迷路横丁〉等の危険な場所も多い。ただし、旧新宿区役所跡にはドクター・メフィストが営む「メフィスト病院」があるため、歌舞伎町周辺で負傷した場合の生存率は高い（メフィスト病院に担ぎ込まれるまで生きていればほぼ助かる）。新宿コマ劇場や風林会館、花園神社等の魔震でも崩壊しなかった建造物が多く残っており、そういった意味でも最も〈新宿〉的な地域であると言える。